# Молотов В'ячеслав Михайлович
В'ячесла́в Миха́йлович Мо́лотов (псевдонім, справжне прізвище — Скрябін; 25 лютого [9 березня] 1890, слобода Кукарка, Яранський повіт, Вятська губернія, Російська імперія — 8 листопада 1986, Москва, Російська РФСР, СРСР) — радянський партійний та державний діяч. Голова Ради народних комісарів СРСР в 1930—1941 роках, нарком і міністр закордонних справ (1939—1949, 1953—1956). Герой Соціалістичної Праці (1943), почесний член АН СРСР (1946—1959). Один з організаторів та учасників масових репресій у СРСР.
Член ЦК КП(б)У 22 листопада 1920 — 21 липня 1921 року і 23 січня 1934 — 27 травня 1937 року. Член Політичного бюро ЦК КП(б). У 22 листопада 1920 — 21 липня 1921 року. Член Організаційного бюро ЦК КП(б). У 22 листопада 1920 — 21 липня 1921 року. Перший секретар ЦК КП(б)У 22 листопада 1920 — 22 березня 1921 року.
Кандидат у члени ЦК РКП(б) у 1920—1921 роках. Член ЦК КПРС у 1921—1957 роках. Член Оргбюро ЦК ВКП(б) з 16 березня 1921 по 21 грудня 1930 року. Кандидат у члени Політбюро ЦК ВКП(б) з 16 березня 1921 по 1 січня 1926 року. Член Політбюро ЦК КПРС з 1 січня 1926 по 29 червня 1957 року.
Депутат Верховної Ради СРСР 1–4-го скликань. Депутат Верховної Ради УРСР 1—4-го скликань.
Один з організаторів Голодомору в Україні (1932—1933), в 1920-х боровся з українським повстанським рухом.

## Біографія

### Дитинство і юність
Народився в слободі Кукарка Яранського повіту Вятської губернії в родині прикажчика. З 1902 року навчався в Казанському реальному училищі.
Член РСДРП(б) з 1906 року.
З 1906 по 1907 рік — на підпільній роботі в комітеті РСДРП міста Нолінська Вятської губернії. З 1907 по 1909 рік — на підпільній роботі (організатор курсів і партійної техніки) в комітеті РСДРП міста Казані.
У 1908 році закінчив Казанське реальне училище.
У квітні 1909 року заарештований і засланий у Вологодську губернію, де перебував до 1911 року.
У 1911—1914 роках — студент економічного відділення Санкт-Петербурзького політехнічного інституту. З 1912 року проводив пропагандистську роботу серед робітників Санкт-Петербурга, співпрацював у більшовицьких газетах «Зоря» і «Правда». З 1914 по 1915 рік вів партійну роботу в Москві.
У 1915 році заарештований, з 1915 по 1916 рік перебував на засланні в Іркутській губернії. У 1916 році переїхав до Петрограда, де продовжив революційну діяльність.
З листопада 1916 по квітень 1917 року — член Російського бюро ЦК РСДРП(б).

### Партійна і державна діяльність (1917—1961)
З лютого 1917 по лютий 1918 року — член виконавчого комітету Петроградської ради, член Петроградського комітету РСДРП(б), у листопаді 1917 року — член Петроградського військово-революційного комітету.
У лютому 1918 — червні 1919 року — голова Ради народного господарства Північного району.
У липні — листопаді 1919 року — уповноважений ЦК РКП(б) і РНК РРФСР із контролю інструкторів радянських і партійних організацій в Поволжжі (район рік Волги та Ками).
У листопаді 1919 — червні 1920 року — голова виконавчого комітету Нижньогородської губернської ради.
У вересні 1920 року рішенням партійного керівництва був направлений на Донбас, З вересня по листопад 1920 року — відповідальний секретар Донецького губернського комітету КП(б)У в місті Бахмуті. 
22 листопада 1920 — 22 березня 1921 року — 1-й секретар ЦК КП(б) України. Перебуваючи на цьому посту, проводив жорстку централістську політику, боровся з українським повстанським рухом, втілював програму продрозкладки і виступав проти заміни її продподатком, що призвело до Голодомору 1921—1922 років в Україні.
16 березня 1921 — 27 березня 1922 року — відповідальний секретар ЦК РКП(б). 3 квітня 1922 — 21 грудня 1930 року — секретар ЦК РКП(б) (ЦК ВКП(б)).
У 1926 — 15 травня 1943 року — член виконавчого комітету Комуністичного Інтернаціоналу. З грудня 1926 по липень 1928 року — кандидат у члени президії та кандидат у члени секретаріату виконавчого комітету Комуністичного Інтернаціоналу. З 3 вересня 1928 по 15 травня 1943 року — член президії і секретар виконавчого комітету Комуністичного Інтернаціоналу.
27 листопада 1928 — 6 квітня 1929 року — відповідальний секретар Московського губернського комітету ВКП(б). З 14 лютого по 1 квітня 1929 року — голова Організаційного бюро ЦК ВКП(б) по Центрально-Промисловій області.
19 грудня 1930 — 6 травня 1941 року — голова Ради народних комісарів СРСР. 19 грудня 1930 — 28 квітня 1937 року — голова Ради праці і оборони СРСР.
Найближчий соратник Йосипа Сталіна, вважався його «правою рукою». Молотов став разом зі Сталіним організатором геноциду проти українського народу — Голодомору 1932—1933 років. Власне, Молотов визначив значно завищений план хлібозаготівель для України в розмірі 356 млн пудів і спільно з Лазарем Кагановичем добився його прийняття в липні 1932 року на III Всеукраїнській конференції КП(б)У.
У жовтні — листопаді 1932 року за дорученням Сталіна очолював надзвичайну комісію в Україні, яка керувала примусовою колективізацією селянських господарств та тотальною реквізицією зерна в селян-одноосібників. Очолювана Молотовим комісія розробила надзвичайні заходи для збільшення хлібозаготівель шляхом розгортання адміністративного тиску і проведення масових репресивних заходів щодо селянства. З метою активізації планів прискорення виконання планів хлібопоставок він видав розпорядження про створення спеціальних репресивних комісій: вилучення хліба, призначеного для потреб громадського харчування; повну економічну блокаду сіл (заборона торгівлі, припинення постачання сіл тощо).
На початку 1933 року наказав вивезти всі колгоспні фонди, включаючи і насінневий, у рахунок заборгованості по планах хлібозаготівель, що перетворило штучно створену продовольчу кризу в Україні на широкомасштабний Голодомор. У 1937 році відіграв головну роль в проведенні партійної чистки ЦК КП(б)У.
3 травня 1939 — 4 березня 1949 року — народний комісар (з 1946 року — міністр) закордонних справ СРСР.
З травня 1939 року разом з гітлерівською владною верхівкою взяв участь у підготовці планів розподілу Центрально-Східної Європи, яка завершилася укладенням пакту Молотова — Ріббентропа.

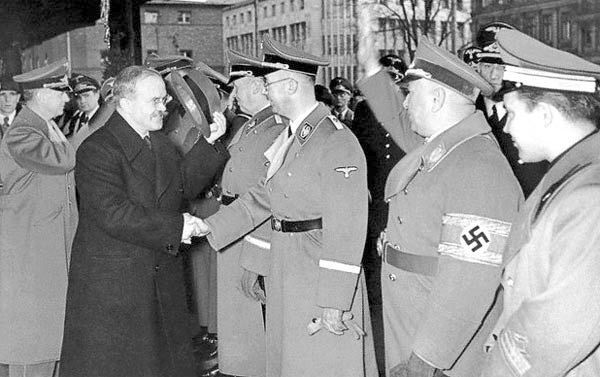
В. Молотов і Г. Гімлер під час урочистої зустрічі радянської урядової делегації. Берлін, 12.11.1940
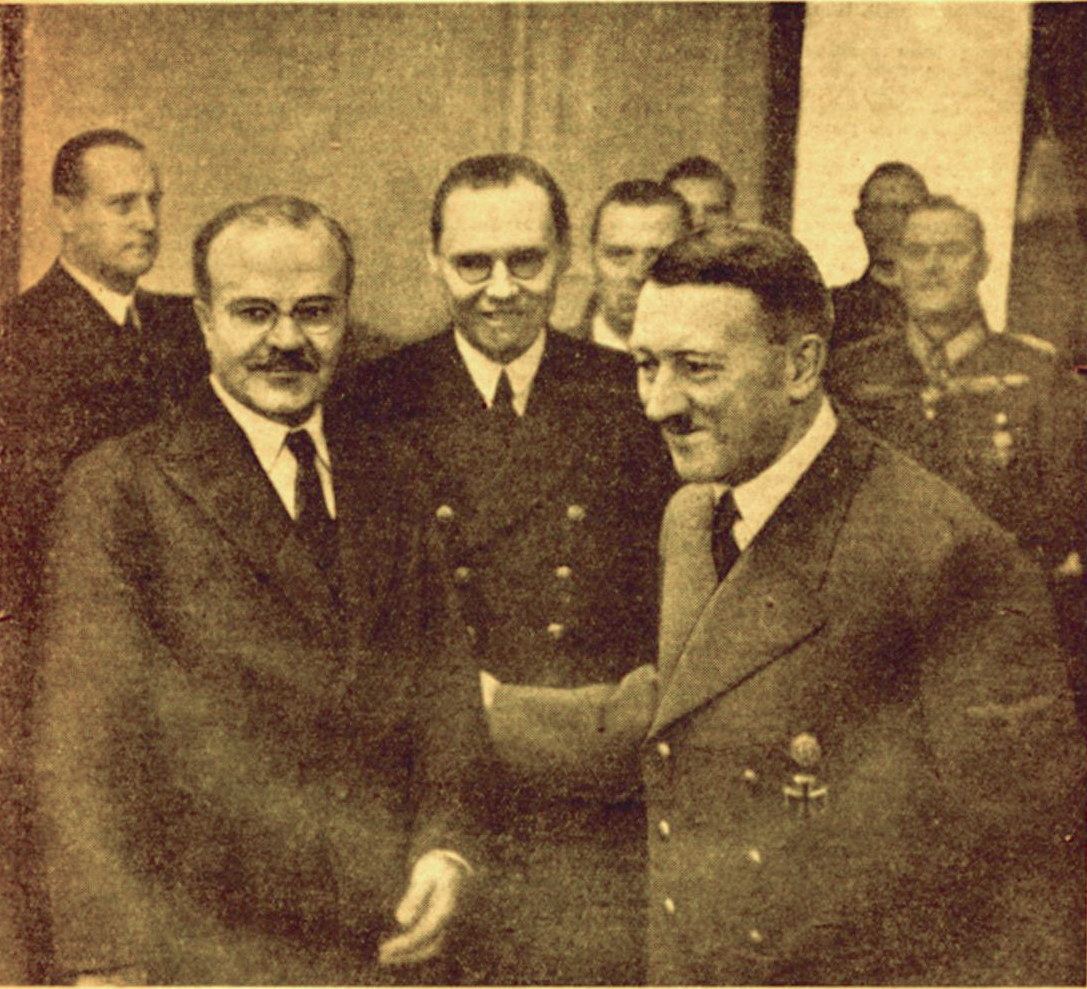
В. Молотов і А. Гітлер під час переговорів. Берлін, листопад 1940
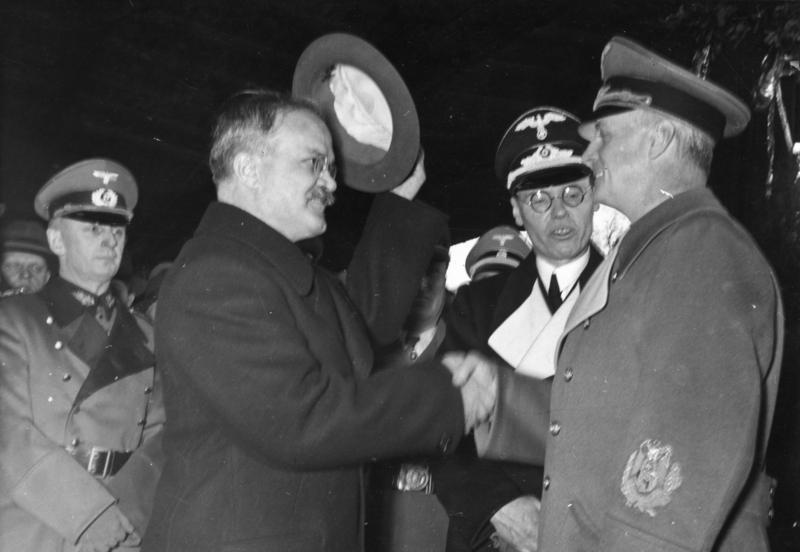
Урочисті проводи радянської делегації після візиту до Берліна. 14 листопада 1940. В. Молотов і Й. Ріббентроп

6 травня 1941 — 16 серпня 1942 року — заступник голови Ради народних комісарів СРСР.
З 23 червня 1941 року — член Ставки Головного командування (Верховного Головнокомандування) СРСР.
30 червня 1941 — 4 вересня 1945 року — член і заступник голови Державного Комітету Оборони СРСР, уповноважений з танкової промисловості.
16 серпня 1942 — 19 березня 1946 року — 1-й заступник голови Ради народних комісарів СРСР.
19 березня 1946 — 5 березня 1953 року — заступник голови Ради міністрів СРСР.
30 травня 1947 — 4 березня 1949 року — голова Комітету інформації при Міністерстві закордонних справ СРСР.
5 березня 1953 — 29 червня 1957 року — 1-й заступник голови Ради міністрів СРСР.
5 березня 1953 — 1 червня 1956 року — міністр закордонних справ СРСР.
21 листопада 1956 — 29 червня 1957 року — міністр державного контролю СРСР.

### Після відставки
Після смерті Йосипа Сталіна Молотов став одним з керівників опозиції щодо нового курсу М. Хрущова. У червні 1957 разом з Лазарем Кагановичем, Георгієм Маленковим та Дмитром Шепіловим виведений зі складу ЦК КПРС.
31 серпня 1957 — 3 липня 1960 року — надзвичайний і повноважний посол СРСР у Монгольській Народній Республіці.
У липні 1960 — червні 1962 року — постійний представник СРСР у Міжнародному агентстві з атомної енергії (МАГАТЕ) у Відні (Австрія).
21 березня (26 липня) 1962 року виключений із КПРС. Поновлений в партії 31 травня 1984 року.
З липня 1962 року — на пенсії.
Останні роки життя провів на виділеній державою дачі під Москвою. Похований на Новодівочому цвинтарі Москви.

## Кримінальна справа Молотова 1932-1933
13 січня 2010 року Апеляційний суд міста Києва, здійснивши попередній розгляд кримінальної справи № 1-33/2010, порушеної Службою безпеки України за фактом вчинення геноциду в Україні в 1932—1933 роках за ознаками злочину, передбаченого ч. 1 ст. 442 КК України, відносно генерального секретаря Центрального комітету ВКП(б) Йосипа Сталіна (Джугашвілі), члена ЦК ВКП(б), голови Ради Народних Комісарів СРСР В'ячеслава Молотова (Скрябіна), секретарів ЦК ВКП(б) Лазаря Кагановича та Павла Постишева, члена ЦК ВКП(б), генерального секретаря ЦК КП(б)У Станіслава Косіора, члена ЦК ВКП(б), голови Ради народних комісарів УРСР Власа Чубаря та члена ЦК ВКП(б), другого секретаря ЦК КП(б)У Менделя Хатаєвича дійшов висновку про необхідність закриття кримінальної справи за вказаних підстав, апеляційний суд зазначає, що вона не може бути призначена до судового розгляду колегією суддів, оскільки такий розгляд відносно осіб, що померли, не передбачений чинним кримінально-процесуальним законодавством України, за винятком зазначених у п. 8 ч. 1 ст. 6 КПК України випадків, коли провадження в справі є необхідним для реабілітації померлого або відновлення справи щодо інших осіб за ново виявленими обставинами.
Суд постановив закрити кримінальну справу, порушену за фактом вчинення геноциду в Україні в 1932—1933 роках відносно перелічених осіб в зв'язку з їх смертю, які за висновком органу досудового слідства — Головного слідчого управління Служби безпеки України — з метою придушення національно-визвольного руху в Україні та недопущення побудови і утвердження незалежної української держави, шляхом створення життєвих умов, розрахованих на фізичне винищення частини українців спланованим ними Голодомором 1932—1933 років, умисно організували геноцид частини української національної групи, внаслідок чого було знищено 3 млн 941 тис. осіб, тобто безпосередньо вчинили злочин, передбачений ч. 1 ст. 442 Кримінального кодексу України.

## Прибічник ядерної війни
На початку 1950-х років Сталін готував своє оточення до розв'язування третьої світової ядерної війни. Ядерна війна не почалася через смерть Сталіна в березні 1953 року. В кінці 1954 року тодішній радянський прем'єр Георгій Маленков згадав в газетній статті про «загибель світової цивілізації в разі ядерної війни». На січневому 1955 року пленумі ЦК КПРС міністр закордонних справ Молотов заявив про слова колеги: «Не про „загибель людського роду“ повинен говорити комуніст, а про те, щоб підготувати і мобілізувати всі сили для знищення буржуазії».

## Нагороди
- Герой Соціалістичної Праці (30.09.1943) — за «особливі заслуги в області посилення виробництва танків у важких умовах»
- чотири ордени Леніна (8.03.1940; 30.09.1943, 5.11.1945; 8.03.1950)
- Орден «Знак Пошани» (30.10.1954)
- медалі